# トヨタエルアンドエフ兵庫
トヨタエルアンドエフ兵庫株式会社（トヨタエルアンドエフひょうご）は、トヨタL&Fカンパニーの兵庫県下における直営販売店であり、豊田自動織機の連結子会社である。
1960年に神戸トヨタディーゼル株式会社（現・トヨタカローラ兵庫）の産業車両部として発足。1998年に現在の社名に変更し、 通称として「トヨタL&F兵庫」を使用している。
兵庫県内で、豊田自動織機製の産業車両（フォークリフト、ショベルローダー、高所作業車等）や、物流システム（自動倉庫、自動搬送システム等）、物流関連機器（パレット、ハンドリフト等）の販売・メンテナンスを行っている。 
兵庫県下におけるフォークリフトのシェアは、約50％で首位。

## 外部リンク

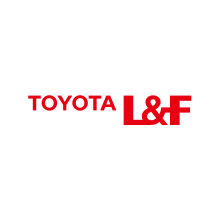